# مطبعة التعليم المرن
مطبعة تلة السلام، المعروفة باسم مطبعة التعليم المرن؛ هي شركة نشر أمريكية مقرها في مقاطعة تشارلز سيتي، فيرجينيا. تنشر مطبعة تلة السلام، كتباً تتناسب مع إطار النموذج الكلاسيكي للتعليم. سلسلتهم الشهيرة، قصة العالم من تأليف سوزان وايز باور، هي عبارة عن رواية التاريخ كقصص من حول العالم مكونة من أربعة مجلدات، وقد كتبت للطلاب في المرحلة الابتدائية. أحد أكثر أعمالهم شهرة هو كتاب العقل المدرَّب، دليل للتعليم الكلاسيكي في المنزل ، الآن في نسخته الرابعة.
كانت سوزان وايز باور أستاذة في كلية ويليام و ماري من 1994-2012.
إلى جانب سلسلة  قصة العالم، طورت برنامج كتابة يسمى الكتابة بسهولة. يوجه هذا البرنامج الطالب تدريجياً من نسخ العمل، والإملاء، إلى الخطوط العريضة، وكتابة جمل الموضوع، إلى كتابة المقالات.
نشأ مصدر إلهام باور للبرنامج من خلال العديد من الطلاب الجدد في الكلية الذين لم يعرفوا كيفية كتابة جمل كاملة، ناهيك عن كتابة المقالات.
يتم توزيع كتب مطبعة تلة السلام، دولياً بواسطة دبليو.دبليو.نورتون (W.W. Norton). 
أما الحقوق الأجنبية لمطبعة تلة السلام فتتولى الإدارة الأدبية لدى شركة إينكويل (Inkwell) التعامل معها.
في 2016، قامت مطبعة تلة السلام بتغيير اسمها إلى مطبعة التعليم المرن، لتعكس تركيزها بشكل أفضل على طرق التعليم الكلاسيكية المنصوص عليها في كتاب سوزان وايز باور العقل المدّرب.
أدت مطبعة التعليم المرن إلى إنشاء أكاديمية التعليم المرن، وهي مدرسة افتتحت في 2014 لتقديم تعليمات كلاسيكية مباشرة عبرالإنترنت والمنتديات ذات الصلة.

## وصلات خارجية
- Well-Trained Mind Press website
- Well-Trained Mind Academy